# Eviota cometa
Eviota cometa es una especie de peces de la familia de los Gobiidae en el orden de los Perciformes.

## Morfología
Los machos pueden llegar a alcanzar los 2,5 cm de longitud total.

## Distribución geográfica
Se encuentra en la Micronesia, Australia, Nueva Caledonia y otras zonas del Pacífico central.

## Observaciones
Es inofensivo para los humanos.